# Triathlon aux Jeux européens de 2023
Navigation
Édition précédente
Les épreuves de triathlon aux Jeux européens de 2023 ont lieu autour du lac Nowohucki de Cracovie, en Pologne, du 27 juin au 1er juillet 2023. Trois épreuves sont au programme : l'individuel femmes puis l'individuel hommes, suivi trois jours plus tard par le relais mixte.

## Organisation
La compétition se déroulera autour du lac Nowohucki avec un parcours de natation de 1,5 km (2 tour de lac), 40 km de vélo (8 boucles de 5 km) et 10 km de course à pied (4 boucle de 2,5 km).
Les cinquante-quatre athlètes les mieux classés par sexe au classement européen du triathlon au 3 mai 2023 se verront attribuer une place de quota pour leur CNO, en respectant l'allocation de quota maximale par CNO de trois concurrents par épreuve. Si le CNO a déjà obtenu les quotas, ces places ne lui seront pas attribuées. La Pologne est assurée de deux places par sexe et quatre invitations seront attribuées.
Les résultats de la compétition seront pris en compte pour le classement mondial, sur la base duquel des places seront attribuées pour les épreuves de Paris 2024.

## Palmarès
Les tableaux présentent les résultats complets des jeux européens 2023.

### Médaillés
| Épreuves          | Or                                                                              | Or              | Argent                                                                          | Argent | Bronze                                                                | Bronze |
| ----------------- | ------------------------------------------------------------------------------- | --------------- | ------------------------------------------------------------------------------- | ------ | --------------------------------------------------------------------- | ------ |
| Individuel femmes | Solveig Løvseth (NOR)                                                           | 1 h 57 min 5 s  | Julia Hauser (AUT)                                                              | + 10 s | Jolien Vermeylen (BEL)                                                | +12 s  |
| Individuel hommes | Vetle Bergsvik Thorn (NOR)                                                      | 1 h 46 min 50 s | Shachar Sagiv (ISR)                                                             | + 1 s  | Adrien Briffod (SUI)                                                  | + 2 s  |
| Relais mixte      | Norvège- Vetle Bergsvik Thorn - Lotte Miller - Casper Stornes - Solveig Løvseth | 1 h 7 min 29 s  | Grande-Bretagne- Barclay Izzard - Sophie Alden - Connor Bentley - Sian Rainsley | + 4 s  | Hongrie- Gergely Kiss - Zsanett Bragmayer - Gergő Dobi - Márta Kropkó | + 11 s |

### Tableau des médailles
| Rang  | Nation          | Or | Argent | Bronze | Total |
| ----- | --------------- | -- | ------ | ------ | ----- |
| 1     | Norvège         | 3  |        |        | 3     |
| 2     | Autriche        |    | 1      |        | 1     |
| 2     | Israël          |    | 1      |        | 1     |
| 2     | Grande-Bretagne |    | 1      |        | 1     |
| 5     | Belgique        |    |        | 1      | 1     |
| 5     | Hongrie         |    |        | 1      | 1     |
| 5     | Suisse          |    |        | 1      | 1     |
| Total | Total           | 3  | 3      | 3      | 9     |

### Résultats
| Position           | Athlète                 | Nation | Temps    |
| ------------------ | ----------------------- | ------ | -------- |
| Médaille d'or      | Vetle Bergsvik Thorn    |        | 01:46:50 |
| Médaille d'argent  | Shachar Sagiv           |        | 01:46:51 |
| Médaille de bronze | Adrien Briffod          |        | 01:46:52 |
| 4                  | Yanis Seguin            |        | 01:46:54 |
| 5                  | Panagiotis Bitados      |        | 01:46:57 |
| 6                  | Rostislav Pevtsov       |        | 01:46:58 |
| 7                  | Simon Henseleit         |        | 01:47:02 |
| 8                  | Gianluca Pozzatti       |        | 01:47:08 |
| 9                  | Barclay Izzard          |        | 01:47:21 |
| 10                 | Michele Sarzilla        |        | 01:47:25 |
| 11                 | David Cantero Del Campo |        | 01:47:37 |
| 12                 | Valentin Morlec         |        | 01:47:41 |
| 13                 | Sergiy Polikarpenko     |        | 01:47:44 |
| 14                 | Alberto González García |        | 01:47:45 |
| 15                 | Emil Holm               |        | 01:47:47 |
| 16                 | Noah Servais            |        | 01:47:50 |
| 17                 | Paul Georgenthum        |        | 01:47:56 |
| 18                 | Jonas Osterholt         |        | 01:48:23 |
| 19                 | Cedric Osterholt        |        | 01:48:25 |
| 20                 | Arnaud Mengal           |        | 01:48:37 |
| 21                 | Casper Stornes          |        | 01:48:44 |
| 22                 | Lukas Pertl             |        | 01:48:48 |
| 23                 | Gergely Kiss            |        | 01:48:58 |
| 24                 | Gergő Dobi              |        | 01:49:06 |
| 25                 | Leon Pauger             |        | 01:49:13 |
| 26                 | Gregor Payet            |        | 01:49:24 |
| 27                 | Mitch Kolkman           |        | 01:49:38 |
| 28                 | Michał Oliwa            |        | 01:49:44 |
| 29                 | Sebastian Wernersen     |        | 01:49:47 |
| 30                 | Alois Knabl             |        | 01:49:59 |
| 31                 | Henry Räppo             |        | 01:50:11 |
| 32                 | Connor Bentley          |        | 01:50:22 |
| 33                 | Vitalii Vorontsov       |        | 01:50:26 |
| 34                 | Johannes Sikk           |        | 01:50:36 |
| 35                 | Tomas Zikmund           |        | 01:50:40 |
| 36                 | Ognjen Stojanovic       |        | 01:50:44 |
| 37                 | Oscar Gladney Rundqvist |        | 01:50:59 |
| 38                 | Hamish Reilly           |        | 01:51:06 |
| 39                 | Jan Volar               |        | 01:51:10 |
| 40                 | Sylvain Fridelance      |        | 01:51:11 |
| 41                 | James Edgar             |        | 01:51:27 |
| 42                 | Tomas Kriz              |        | 01:52:02 |
| 43                 | Maciej Bruzdziak        |        | 01:52:35 |
| 44                 | Artūrs Liepa            |        | 01:52:42 |
| 45                 | Kamil Kulik             |        | 01:53:20 |
| 46                 | Mario Mola              |        | 01:53:21 |
| 47                 | Luke McCarron           |        | 01:53:38 |
| 48                 | Gültigin Er             |        | 01:53:57 |
| 49                 | Itamar Levanon          |        | 01:54:48 |
| 50                 | Donald Hillebregt       |        | 01:55:00 |
| 51                 | Peter Rojtáš            |        | 01:55:41 |
| 52                 | Félix Duchampt          |        | 02:01:00 |
| DNF                | Richard Varga           |        |          |
| DNF                | Zsombor Dévay           |        |          |
| LAP                | Itamar Eshed            |        |          |
| LAP                | Lukas Prokopavicius     |        |          |
| LAP                | Igor Georgij Kozlovskij |        |          |

| Position           | Athlète                    | Nation | Temps    |
| ------------------ | -------------------------- | ------ | -------- |
| Médaille d'or      | Solveig Løvseth            |        | 01:57:05 |
| Médaille d'argent  | Julia Hauser               |        | 01:57:15 |
| Médaille de bronze | Jolien Vermeylen           |        | 01:57:17 |
| 4                  | Selina Klamt               |        | 01:57:27 |
| 5                  | Audrey Merle               |        | 01:57:28 |
| 6                  | Jule Behrens               |        | 01:57:30 |
| 7                  | Verena Steinhauser         |        | 01:57:30 |
| 8                  | Mathilde Gautier           |        | 01:57:35 |
| 9                  | Alice Betto                |        | 01:57:36 |
| 10                 | Alissa Konig               |        | 01:57:43 |
| 11                 | Sian Rainsley              |        | 01:58:12 |
| 12                 | Zuzana Michalicková        |        | 01:58:16 |
| 13                 | Barbara De Koning          |        | 01:58:23 |
| 14                 | Nora Gmür                  |        | 01:59:07 |
| 15                 | Márta Kropkó               |        | 01:59:16 |
| 16                 | Sara Guerrero Manso        |        | 01:59:27 |
| 17                 | Tjaša Vrtačič              |        | 01:59:36 |
| 18                 | Sophie Alden               |        | 02:00:27 |
| 19                 | Cecilia Santamaria Surroca |        | 02:00:33 |
| 20                 | Magdalena Sudak            |        | 02:00:40 |
| 21                 | Alberte Kjær Pedersen      |        | 02:01:20 |
| 22                 | Anna Godoy Contreras       |        | 02:02:11 |
| 23                 | Angelica Prestia           |        | 02:02:19 |
| 24                 | Julia Bröcker              |        | 02:02:22 |
| 25                 | Petra Kuříková             |        | 02:02:44 |